# Kemetism
Kemetism (sau Kemeticism; ambele din limba egipteană kmt sau Kemet, cu sensul de „pământul negru”) sau Neterism (din limba coptă ntr, noute, cu sensul de zeitate) este mișcarea neopăgână contemporană reprezentând reînvierea religiei Egiptului antic. Adeptul Kemetismului se numește Kemetic.
Această nouă religie încearcă să revigoreze într-o formă simplificată ritualurile și filozofia Egiptului Antic, abținându-se de la a introduce orice fel de inovații.
Kemetismul, religia egiptenilor antici, este o cale spirituală apolitică.

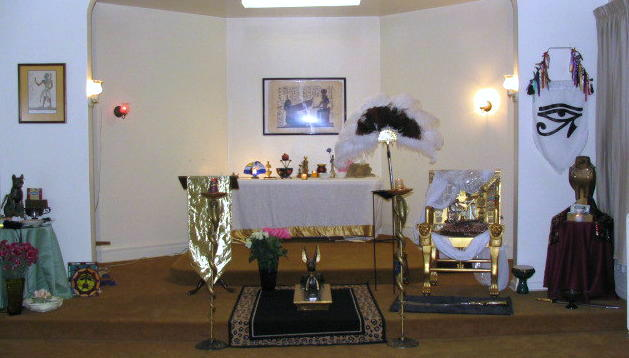
Altarul principal al Ortodoxiei Kemetice

Ca multe tradiții păgâne, religia Egiptului antic acordă o importanță deosebită pentru protecția, glorificarea și iubirea naturii. Natura și omul sunt creații inseparabile ale Demiurgului. (Zeului suprem) Fiecare animal, fiecare plantă, orice mineral este o operă a creatorului și conține, prin urmare, o parte din puterea divină, asta fiind un concept care unește fiecare lucru. Fără natură, cea creată de demiurg și armonizată după legile lui Maât, (Adevărul, Dreptatea și Ordinea) omul nu și-ar putea satisface nevoile, să trăiască sau pur și simplu să existe. Iată de ce, kemeticii, care sunt adepții acestei religii glorifică darurile pe care le oferă mediul lor, cum ar fi de exemplu Nilul și inundațiile sale fertile, Soarele care face să crească recoltele, Luna etc.
Această religie impune în primul rând un concept de Adevăr și Dreptate, (Maat) un concept mai mult spiritual decât o lege.
Se spune că fiecare zeu, plantă, mineral sau om trebuie să-și îndeplinească scopul prin Maat, păstrând echilibrul cosmic, în caz contrar, haosul ar putea înghiți lumea.
Religia (Kemetic Orthodoxy) fondată de Tamara Siuda (nascută în 19 iulie 1969), nu ține cont de: sex, vârstă, naționalitate sau orientare sexuală.

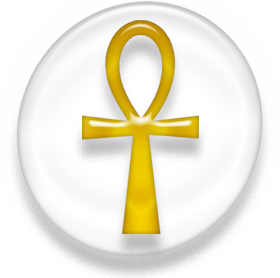
Kemetism

Singurul criteriu care trebuie să îndrume adeptul acestei religii este să fie mereu într-o armonie îndreptată spre pace și liniște în scopul onorării arhitecturii universale.

## Venerare
Adepții Kemetismului venerează în general mai mulți zei (Isis, Maat, Bast, Anubis, sau Thoth, printre alții), dar recunosc existența oricărui zeu. Această venerare ia în general formă de rugăciune și realizarea de altare, dar nu sunt prestabilite procedee pentru venerare. Altarele pot conține obiecte precum lumânări, daruri, sau statuete.